# Ancistrothyrsus tessmannii
Ancistrothyrsus tessmannii je biljka iz porodice Passifloraceae, roda Ancistrothyrsus.
Raste kao lijana u šumama na bijelom pijesku, riječnim obalama i šumama na tvrdom tlu (šume na "terra firme"), na nadmorskim visinama do 500 m u amazonijskim krajevima Perua, Brazilu, Francuskoj Gvajani i Gvajani. Pretpostavlja se da raste i u Ekvadoru, ali dosad još nisu zabilježeni nalazi.
Prema IUCN-ovom crvenom popisu razvrstana je kao ugrožena vrsta, najmanjeg stupnja zabrinutosti (LC) (IUCN 3.1).

## Vanjske poveznice
|  | Wikivrste imaju podatke o taksonu Ancistrothyrsus tessmannii |